# Edda poética
La Edda poética o Edda mayor, también Edda de Sædmund, es una colección de poemas escritos en nórdico antiguo preservados inicialmente en el manuscrito medieval islandés conocido como Codex Regius. Junto con la Edda prosaica de Snorri Sturluson, la Edda poética es la fuente existente más importante sobre mitología escandinava y leyendas heroicas germanas.
El Codex Regius fue escrito en el siglo XIII (aunque los poemas en él contenidos datan de mucho antes), pero no se supo nada de su paradero hasta 1643 cuando llegó a las manos de Brynjólfur Sveinsson, obispo de Skálholt. Por ese entonces las versiones de la Edda de Snorri eran bien conocidas en Islandia, pero los eruditos especulaban que había otra, una Edda mayor que contenía los poemas paganos que Snorri cita en su libro. Cuando se descubrió el Codex Regius se creyó que esta había sido probada. Brynjólfur atribuyó el manuscrito a Sæmundr el sabio, un sacerdote islandés del siglo XII. Sin embargo, aunque esta atribución es rechazada por los eruditos modernos, el título La Edda de Sæmundar aún puede verse en ocasiones.
El obispo Brynjólfur envió el Codex Regius como un regalo al rey danés, y de ahí el nombre. Ha sido guardado durante siglos en la Biblioteca Real Danesa pero en 1971 fue devuelto a Islandia.

## Estilo
Los poemas éddicos están compuestos en versos aliterativos. Su medido de sustento es fornyrðislag, mientras que málaháttr es una variación común. El resto, cerca de un cuarto, están compuestos en ljóðaháttr.
El lenguaje de los poemas es generalmente claro y relativamente sin adornos. Mientras que los kenningar son empleados usualmente, no se acercan a la frecuencia o complejidad encontrada en la poesía escáldica.

## Autoría
Como la mayoría de la poesía temprana, los poemas éddicos eran recitados por trovadores, pasados oralmente de cantante a cantante y de poeta a poeta a través de los siglos. Ninguno de estos poemas son atribuidos a un autor en particular aunque muchos de ellos muestran fuertes características individuales y es probable que sean el trabajo de un poeta individual. Los eruditos a veces especulan con autores hipotéticos, pero nunca han sido alcanzadas conclusiones firmes y aceptadas.

## Fecha de composición
La datación de los poemas ha sido una fuente de largas discusiones entre los eruditos durante mucho tiempo. Es difícil alcanzar conclusiones firmes. Mientras que algunas líneas de los poemas éddicos a veces aparecen en poemas de conocidos poetas, tal evidencia es difícil de evaluar. Por ejemplo Eyvindr skáldaspillir, componiendo en la segunda mitad del siglo X, usa en su Hákonarmál un par de líneas encontradas en Hávamál. Es posible que haya estado citando un conocido poema, pero también es posible que Hávamál, o al menos la estrofa en cuestión, sea un trabajo derivado más joven. Hay que recordar que la cristianización de Escandinavia inició en el siglo VIII.
Poemas individuales tienen pistas individuales sobre su edad. Por ejemplo Atlamál hin groenlenzku es clamado por su título, y parece por alguna evidencia interna, que fue compuesto en Groenlandia. De ser así, no puede ser anterior a 985 ya que no hubo escandinavos en Groenlandia hasta ese tiempo.

## Localización de la obra
El problema de datar los poemas está relacionado con el problema de saber dónde fueron compuestos. Dado que Islandia no fue habitada hasta más o menos el año 870 cualquier cosa compuesta antes de esa fecha debe de haber sido compuesta necesariamente en cualquier otro lugar, muy probablemente en Noruega. Sin embargo todos los poemas más reciente son posiblemente de origen Islandés.
Los eruditos han tratado de localizar poemas individuales estudiando la fauna, flora y geografía a la que se refieren; sin embargo esta aproximación no suele arrojar resultados firmes pues, por ejemplo, aunque no había lobos en Islandia podemos asegurar que los poetas islandeses conocían dichas especies. De forma semejante, las descripciones apocalípticas de Völuspá han sido tomadas como prueba de que el poeta que lo compuso vio una erupción volcánica en Islandia, pero eso es difícilmente cierto.
Últimamente los eruditos han tendido a evitar este debate.

## Ediciones
Algunos poemas semejantes a los encontrados en el Codex Regius son incluidos normalmente en las ediciones de la Edda Poética. Entre los manuscritos más importantes se incluyen AM 748 I 4.º, Hauksbók y Flateyjarbók. Muchos de los poemas son citados en la Edda de Snorri pero a menudo suelen ser sólo trozos de los mismos.
Depende del editor decidir que poemas son incluidos en una edición de la Edda poética. Los que no están incluidos en el Codex Regius se suelen llamar Eddica minora por su aparición en una edición de Andreas Heusler y Wilhelm Ranisch hecha en 1903.
Los traductores ingleses no son consistentes al traducir los nombres de los poemas éddicos ni en la forma de traducir las formas poéticas del escandinavo antiguo. Se dan abajo tres traducciones tomadas de las de Bellows, Hollander y Larrington con los nombres normalizados que se encuentran (en inglés) en el libro de Lindow Norse Mythology y en el de Orchard Cassell's Dictionary of Norse Myth and Legend.

## Poemas incluidos por varios editores

### Poemas mitológicos

#### Que aparecen en el Codex Regius
Völuspá La profecía de la mujer sabia, La profecía de la Vidente
Hávamál La balada del más alto, Los dichos de Hár, Dichos del más alto
Vafþrúðnismál La balada de Vafthrúdnir, La canción de Vafthrúdnir, Los dichos de Vafthrúdnir
Grímnismál La balada de Grímnir, La canción de Grímnir, Los dichos de Grímnir
Skírnismál La balada de Skírnir, La canción de Skírnir, El viaje de Skírnir
Hárbarðsljóð El poema de Hárbard, El lai de Hárbard, La canción de Hárbard 
Hymiskviða La canción de Hymir, El poema de Hymir
Lokasenna La discusión de Loki, El concurso de insultos de Loki, La disputa de Loki
Þrymskviða La canción de Thrym, El poema de Thrym
Völundarkviða La canción de Völund
Alvíssmál La balada del Alvís, La canción de Alvís, Los dichos de Todo Sabiduría

#### Que no aparecen en el Codex Regius
Baldrs draumar Los sueños de Baldr
Rígsthula La canción de Ríg, La canción de Ríg, La lista de Ríg
Hyndluljóð El poema de Hyndla, La canción (lay) de Hyndla, La canción (song) de Hyndla
Völuspá hin skamma La Völuspá corta, La profecía corta de la vidente - Este poema está incluido como una interpolación en Hyndluljóð.
Svipdagsmál La balada de Svipdag, La canción de Svipdag - Este título, originalmente sugerido por Bugge, hoy en día cubre dos poemas distintos:
Grógaldr El hechizo de Gróa (con genitivo sajón), El hechizo de Gróa (con of)
Fjölsvinnsmál La balada de Fjölsvid, La canción de Fjölsvid
Grottasöngr La canción de Mill, La canción de Grotti (No incluida en muchas ediciones.)
Hrafnagaldur Óðins La canción del cuervo de Odín, El canto del cuervo de Odín. (Un trabajo posterior no incluido en muchas ediciones).

### Cantos heroicos

#### Que aparecen en el Codex Regius
Después de los poemas mitológicos el Codex Regius continúa con cantos heroicos sobre héroes mortales.
Los cantos de Helgi
Helgakviða Hundingsbana I o Völsungakviða El primer canto de Helgi Hundingsbane, El primer canto de Helgi el Matahundings, El primer poema de Helgi Hundingsbani
Helgakviða Hjörvarðssonar El canto de Helgi el hijo de Hjörvard, El canto de Helgi, hijo de Hjörvard, El poema de Helgi, hijo de Hjörvard
Helgakviða Hundingsbana II or Völsungakviða in forna El segundo canto de Helgi Hundingsbane, El segundo canto de Helgi el Matahundings, Un segundo poema de Helgi Hundingsbani
Nota: Helgi Hjörvarðsson y Helgi Hundingsbani son dos personajes diferentes, sin embargo la prosa que conecta los poemas de la Edda Poética afirma que el segundo es la reencarnación del primero.
El Ciclo Nibelungo
Frá dauða Sinfjötla De la muerte de Sinfjötli, La muerte de Sinfjötli (con genitivo sajón), La muerte de Sinfjötli (con of) (Un pequeño texto en prosa.)
Grípisspá La profecía de Grípir (con genitivo sajón), La profecía de Grípir (con of)
Reginsmál La balada de Regin, La canción de Regin
Fáfnismál La balada de Fáfnir, La canción de Fáfnir
Sigrdrífumál La balada de la Trae-Victorias, La canción de Sigrdrífa
Brot af Sigurðarkviðu Fragmento de un canción de Sigurd, Fragmento de un poema sobre Sigurd
Guðrúnarkviða I El primer canto de Gudrún
Sigurðarkviða hin skamma El canto corto de Sigurd, Un poema corto sobre Sigurd
Helreið Brynhildar El viaje infernal de Brynhild, El viaje de Brynhild al infierno, El viaje de Brynhild al infierno
Nota: en este caso para viaje se usó la palabra ride que viene a significar viaje pero siendo llevado por otro.
Dráp Niflunga El asesinato de los Nibelungos, La caída de los Nibelungos, La muerte de los Nibelungos
Guðrúnarkviða II El segundo canto de Gudrún o Guðrúnarkviða hin forna El viejo canto de Gudrún
Guðrúnarkviða III El tercer canto de Gudrún
Oddrúnargrátr El lamento de Oddrún (con of), El llanto de Oddrún, El lamento de Oddrún (con genitivo sajón)
Atlakviða El canto de Atli. (El título completo del manuscrito es Atlaviða hin grœnlenzka, esto es, El canto de Groenlandia de Atli, pero los editores y traductores generalmente omiten la referencia a Groenlandia cómo un posible error causado por una confusión con el poema siguiente).
Atlamál hin groenlenzku La balada de Groenlandia de Atli, El canto groenlandés de Atli, El poema groenlandés de Atli
Nota: en estos casos se usaba la forma escandinava "Niflungs", pero ha sido traducida a Nibelungs: Nibelungos
El canto de Jörmunrekkr
Guðrúnarhvöt La incitación de Gudrún, El lamento de Gudrún
Hamðismál La balada de Hamdir, El canto de Hamdir
Los cantos heroicos deben verse como un todo en la Edda pero están compuestas por tres capas: la historia de Helgi Hundingsbani, La historia de los Nibelungos y la historia de Jörmunrekkr, Rey de los Ostrogodos (una tribu de los godos). Estos son original y respectivamente, escandinavas, alemanas y góticas. Hay que tener en cuenta que hasta donde se puede determinar la historicidad, Atila, Jörmunrekkr y Brynhildr existieron, además Brynhildr se basó parcialmente en Brunilda de Austrasia, pero la cronología ha sido invertida en los poemas.

#### Que no aparecen en el Codex Regius
Muchas de las sagas legendarias contienen poesía en estilo éddico. Su edad e importancia son difíciles de evaluar pero la saga Hervarar, concretando, contiene interpolaciones poética interesantes.
Hlöðskviða Canto de Hlöd, también conocida en inglés cómo The Battle of the Goths and the Huns (La batalla de los godos y los hunos). Extraída de la saga Hervarar.
El despertar de Angantyr Extraída de la saga Hervarar.

### Sólarljóð
Sólarljóð Poemas del sol.
Este poema, tampoco contenido en el Codex Regius, es incluido a veces en algunas ediciones de la Edda Poética a pesar de que es cristiano y pertenece, hablando propiamente, a la literatura visionaria de la Edad Media. Está, sin embargo, escrito en ljóðaháttr y usa mucha imaginería pagana.